# Percy Ernst Schramm
Pour les articles homonymes, voir Schramm.
Percy Ernst Schramm (né le 14 octobre 1894, mort le 21 novembre 1970) est un historien et chroniqueur allemand spécialisé dans le symbolisme et les rituels politiques médiévaux. Ses recherches sont principalement axées sur l'idéologie médiévale de l'État, et particulièrement sur la façon dont les souverains du Saint-Empire romain germanique mettaient en scène leur autorité au Moyen Âge à travers des images et des rituels, ainsi que sur l'héritage romain dans la politique et le culte religieux au Moyen Âge. Ses recherches sont toujours aujourd'hui considérées comme une contribution fondamentale à l'histoire de l'art et des sciences politiques. Schramm est aussi connu des historiens militaires pour son travail de chroniqueur officiel de la Wehrmacht au cours de la Seconde Guerre mondiale et son rôle de témoin-clef aux procès de Nuremberg.

## Années de formation
Schramm est issu d'une famille bourgeoise cosmopolite établie à Hambourg. Son père, Max Schramm, est maire de cette ville entre 1925 et 1928. Percy Schramm sert dans l'armée impériale allemande pendant la Première Guerre mondiale. Après la guerre, il fréquente les prestigieuses universités de Hambourg, Munich et de Heidelberg. Il prépare sa thèse de doctorat (1922) à Heidelberg sous la direction du médiéviste Karl Hampe. Il demeure encore deux années à Heidelberg pour sa thèse d'habilitation, sur le thème de l'idéologie impériale aux Xe et XIe siècles, et l'appropriation par les Ottoniens de l'héritage de l'Empire romain. La thèse de Schramm, parue en 1929 sous le titre de « L'Empereur, Rome et la Renovatio : Commentaires et extraits pour l'histoire de l'idéologie de la rénovation romaine de la fin de l'empire carolingien jusqu'à la Querelle des Investitures » (Kaiser, Rom und Renovatio: Studien und Texte zur Geschichte des romischen Erneuerungsgedankens vom Ende des karolingischen Reiches bis zum Investiturstreit), est un travail exemplaire par son originalité et son caractère interdisciplinaire, qui influence notablement l'approche historique des idéologies. C'est ainsi qu'il démontre comment l'histoire de l'art, une discipline naguère réservée aux dilettantes et aux aristocrates, est justiciable d'un travail critique poussé au même titre que l'histoire et la philologie. La thèse de Schramm met également l'accent sur la fonction centrale des symboles et des rites dans la formation et l'identité des idéologies du pouvoir.
Selon un rite de passage exigé de la plupart des apprentis-médiévistes germanophones au début du XXe siècle, Schramm collabore deux années durant à la collection des Monumenta Germaniae Historica, avant de se voir proposer un poste de professeur. En 1929, on lui confie la chaire de l'université de Göttingen, l'une des plus prestigieuses d'Allemagne. Il y fait toute sa carrière, jusqu'à sa retraite en 1963. Parfaitement anglophone, il fut professeur invité de l'université de Princeton au cours de l'année académique 1933.

## Son rôle pendant le deuxième conflit mondial
Schramm, qui s'était engagé comme combattant volontaire dans la Wehrmacht au cours de la Seconde Guerre mondiale, fut affecté au service de documentation et chargé de tenir la chronique du conflit pour le compte du haut état-major allemand (Wehrmachtführungsstab). Avec le grade de commandant, il était chargé de tenir un compte-rendu quotidien détaillé des actes et décisions de l'état-major, où siégeaient les plus grands généraux de l'armée. Cela donnait à Schramm un accès direct, inédit pour un historien, au cercle dirigeant de l'armée et à ses mécanismes de prise de décision. C'est la raison pour laquelle il fut cité à comparaître comme témoin-clef aux procès de Nuremberg, à la demande du général Jodl. Schramm témoigna que Jodl, s'il était un officier loyal au régime, n'était pas un idéologue nazi et n'avait pris part à aucun crime de guerre : ces déclarations ne suffirent pas à éviter la condamnation à mort du général de la Wehrmacht.
Au cours des années d'Après-guerre, Schramm publia de nombreux livres sur l'histoire militaire allemande, ainsi qu'un récit détaillé, au jour le jour, des dernières semaines du Troisième Reich vues depuis le haut état-major. À cet égard, les écrits de Schramm, et en particulier son recueil en plusieurs volumes des actes de l'état-major allemand, restent pour les spécialistes d'histoire militaire une référence précieuse. En 1962, son livre sur « Hitler chef de guerre » (Hitler als militärischer Führer) suscita une certaine controverse : l'auteur, qui avait en effet dans le cadre de son travail eu de nombreux contacts personnels avec le Führer, y opposait le patriotisme et le professionnalisme des généraux qu'il servait, au comportement de plus en plus irrationnel et paranoïaque d'Hitler au gré des revers militaires. Par là, Schramm donnait l'impression d'exonérer l'armée de la responsabilité de la guerre et l'imputait entièrement à Hitler et à son fanatisme.

## Carrière dans les années d'après-guerre
Ayant adhéré au parti nazi et ayant servi à un grade élevé dans l'armée allemande, Schramm fut déchu de tous ses postes universitaires après l'armistice. Toutefois, comme à la fin des années 1940 le processus de dénazification commençait à se relâcher, il fut réhabilité et retrouva sa chaire d'histoire médiévale à Göttingen. De 1954 à 1956, il rédigea ce qui est sans doute son deuxième chef-d'œuvre avec « Attributs de l'autorité et symbolique de l'État » (Herrschaftszeichen und Staatssymbolik) : il s'agit d'une étude fouillée sur la représentation artistique des princes du Moyen Âge, sur les symboles de leur pouvoir, dont les regalia, les sceaux, les types de leur monnaie, les armes, les costumes etc. Par la suite (en 1962), ces objets et leur évolution furent analysés plus en détail dans un livre que Schramm corédigea avec l'historienne de l'art Florentine Mütherich, intitulé « Monuments des rois et empereurs d'Allemagne » (Denkmale der deutschen Könige und Kaiser) sur les regalia impériales.
L'œuvre de Schramm a montré l'importance des symboles, des cérémonies liturgiques, des gestes et de l'imagerie en tant que sources décisives pour l'histoire politique. Avec ses contemporains Ernst Kantorowicz et Carl Erdmann, Schramm a instillé des notions essentielles d'histoire culturelle dans une discipline qui, particulièrement en Allemagne, tendait à ne se préoccuper que d'histoire des textes et d'histoire des institutions. Certains historiens américains, comme Norman Cantor qui l'associait à Ernst Kantorowicz sous l'appellation peu flatteuse de « jumeaux nazis » (nazi twins), à cause de son service dans la Wehrmacht pendant la Seconde Guerre mondiale, se sont servis de cet épisode pour critiquer son œuvre.
En reconnaissance de ses contributions aux arts et sciences en Allemagne, le professeur Schramm fut décoré en 1958 de l'Ordre pour le Mérite, l'une des plus hautes décorations allemandes.

## Écrits
- (de) Percy Ernst Schramm, Kaiser, Rom und Renovatio, Darmstadt, 1929 (réimpr. 1962)
- (de) Helmuth Greiner et Percy Ernst Schramm, Kriegstagebuch des Oberkommandos der Wehrmacht (Wehrmachtführungsstab), Francfort-sur-le-Main, Bernard & Graefe Verlag für Wehrwesen, 1961-1965, 7 vol.
- (de) Percy Ernst Schramm, Hitler als militärischer Führer. Erkenntnisse und Erfahrungen aus dem Kriegstagebuch des Oberkommandos der Wehrmacht, Frankfurt am Main/Bonn, Athenäum Verlag, 1962